# The Orchestral Tubular Bells
 (juillet 2019).
Si vous disposez d'ouvrages ou d'articles de référence ou si vous connaissez des sites web de qualité traitant du thème abordé ici, merci de compléter l'article en donnant les références utiles à sa vérifiabilité et en les liant à la section « Notes et références ».
Albums de Mike Oldfield
Hergest Ridge
(1974) Ommadawn
(1975)
The Orchestral Tubular Bells est un album contenant une version pour orchestre de Tubular Bells, composition rock de Mike Oldfield en deux parties. Il est sorti en juillet 1975.
La partition a été adaptée pour orchestre et dirigée par David Bedford, qui jouait avec le groupe The Whole World de Kevin Ayers. duquel faisait partie Oldfield comme bassiste. Mike Oldfield joue de la guitare électrique à la fin de la deuxième partie. Il s'est, au total, peu impliqué dans cette adaptation, commande de la maison de disques Virgin. Une partie de la partition écrite pour orchestre fut cependant reprise pour la tournée « Exposed » de 1979, où Mike Oldfield était accompagné d'un petit orchestre.
Une version orchestrale d'Hergest Ridge, aussi orchestrée par David Bedford, a également été enregistrée avec Steve Hillage à la guitare mais n'a jamais été publiée sur disque. Des extraits ont toutefois été présentés dans le film de la NASA de 1979, The Space Movie.